# Osvaldo Ardiles
Osvaldo César Ardiles (ur. 3 sierpnia 1952 w Córdobie) – argentyński trener piłkarski i piłkarz.

## Życiorys
W 1978 zdobył ze swoją drużyną narodową tytuł mistrza świata. Po mistrzostwach trafił do Anglii do Tottenhamu. Ardiles zakończył swoją karierę zawodniczą w 1991 jako grający trener Swindon Town. Potem był trenerem wielu drużyn między innymi w ligach Anglii, Japonii, Arabii Saudyjskiej czy Argentyny. W 2003 wrócił do Japonii i trenował Tokyo Verdy.
Osvaldo Ardiles grał 52 razy w argentyńskiej reprezentacji narodowej.

## Filmografia
Osvaldo Ardiles zagrał w filmie Johna Hustona Ucieczka do zwycięstwa (1981).

## Dodatkowe informacje
- Jako nieliczny gracz z pola (pomocnik) w 1982 roku, na mistrzostwach świata występował z numerem 1 na koszulce, który to zwyczajowo przydzielany jest bramkarzowi[1].